# Milben
Milben (Acari) sind eine Unterklasse der Spinnentiere (Arachnida) im Stamm der Gliederfüßer (Arthropoda). Mit über 50.000 bekannten Arten in 546 Familien sind sie die artenreichste Gruppe der Spinnentiere. Da zu ihnen die kleinsten Gliederfüßer gehören, ist davon auszugehen, dass viele Arten noch nicht entdeckt wurden.
Die Wissenschaft der Milben nennt man Akarologie oder Milbenkunde, auch Acarologie geschrieben, der Milbenkundler wird auch als Akarologe bezeichnet.

## Merkmale

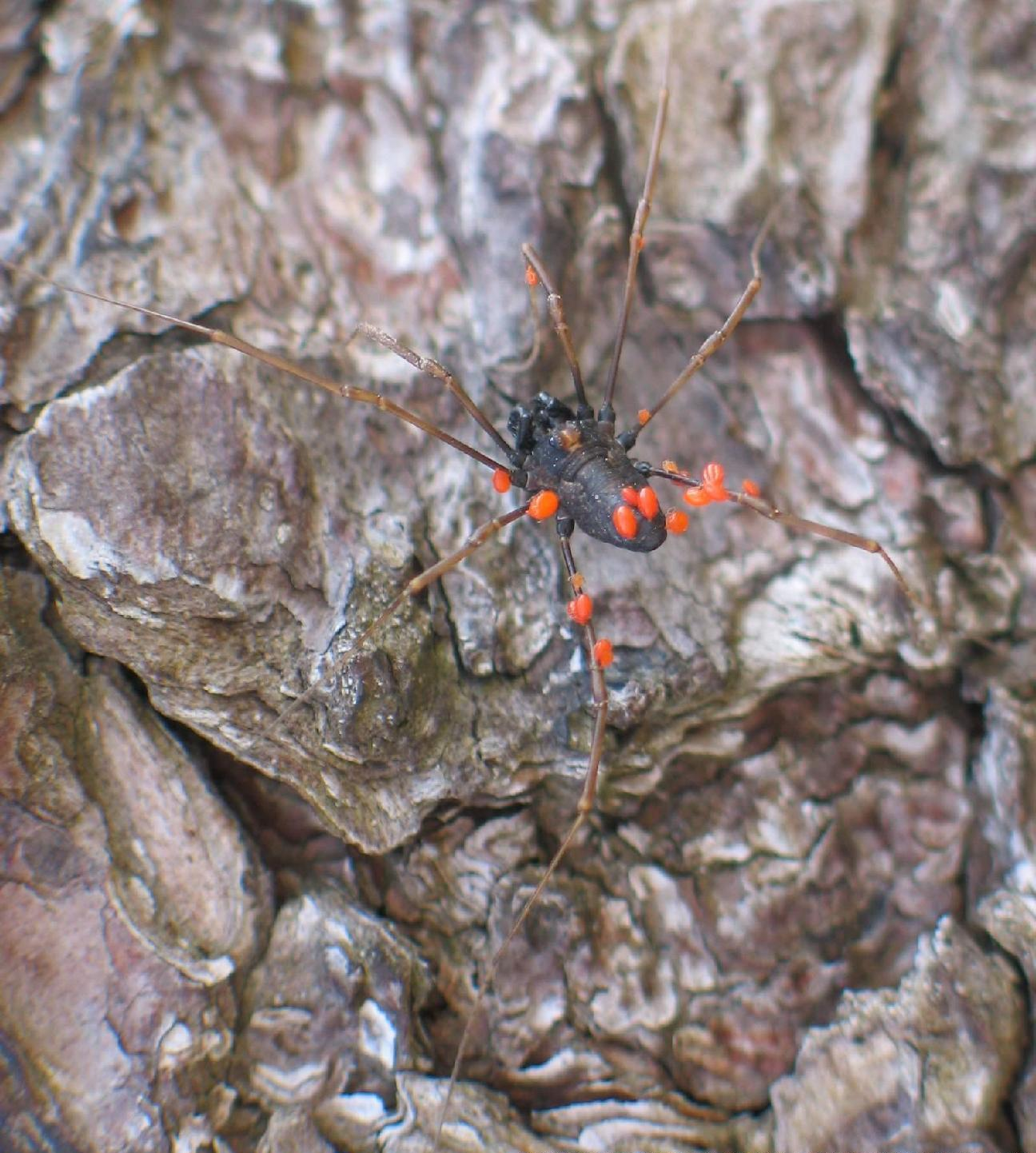
Milben auf Weberknecht

Während Spinnen ausschließlich räuberisch leben und alle im Allgemeinen einen ähnlichen Körperbau haben, unterscheiden sich Milben auf Grund ihrer verschiedenen Lebensweise untereinander viel stärker. Die kleinsten Milben sind nur etwa 0,1 Millimeter groß. Die größten sind Zecken, bei denen die Weibchen im vollgesogenen Zustand bis zu drei Zentimeter groß sein können. Wie auch Webspinnen haben Milben acht Beine, obwohl sie im Larvenstadium oft nur sechs Beine besitzen. Der Körper wird wie folgt gegliedert:
- Der Kopfteil (Gnathosoma) trägt die Mundwerkzeuge.
- Der Vorderteil der Brust (Propodosoma) trägt zwei Beinpaare.
- Der Hinterleib ist mit dem hinteren Brustteil zum Hysterosoma zusammengewachsen und trägt die beiden hinteren Beinpaare.

Da Milben absolut betrachtet nicht besonders schnell sind, benutzen etliche von ihnen andere Tiere wie beispielsweise Insekten als Transportmittel (siehe Phoresie), um größere Entfernungen zu überwinden. Dabei saugen einige Milben während des Ritts die Körpersäfte ihres Wirts.
Eine tropische Hornmilbenart (Archegozetes longisetosus) ist, im Verhältnis zu ihrer Körpergröße von 0,8 mm betrachtet, das stärkste Tier der Welt: Sie kann beinahe das 1200-Fache des eigenen Körpergewichts halten, etwa fünfmal so viel, wie theoretisch zu erwarten wäre.
Zwar gibt es Milbenarten, die einen Gesichtssinn zur Jagd auf Lebendbeute benutzen, dennoch sind die Individuen vieler anderer Milbenarten durch Blindheit gekennzeichnet. Die zentralen Augen der Arachniden sind bei Milben allgemein nicht vorhanden oder sie sind zu einem einzigen Auge verschmolzen. Generell kann man bei Milbentieren eine Augenzahl von null bis fünf vorfinden.

## Vorkommen
Milben haben sehr viele Lebensräume besiedelt. Rund die Hälfte der bekannten Arten lebt im Boden; dabei wird bei optimalen Bedingungen eine Besiedlungsdichte von einigen hunderttausend Milben pro Quadratmeter erreicht. Unter den Lebensräumen befinden sich allerdings auch so ungewöhnliche wie beispielsweise Affenlungen, Nasenlöcher von Vögeln und Tracheenöffnungen von Insekten. Auch die meisten Menschen beherbergen Milben, Haarbalgmilben beispielsweise an den Haarwurzeln der Augenwimpern. Selbst aquatische Lebensräume werden von Süßwassermilben besiedelt.

## Ernährung
Neben den Raubmilben gibt es solche, die sich von Pflanzen oder Pilzen ernähren, und wiederum andere, die von Aas oder abgestorbenem Gewebe leben. Außerdem gibt es unter den Milben viele Parasiten.

## Schadwirkung

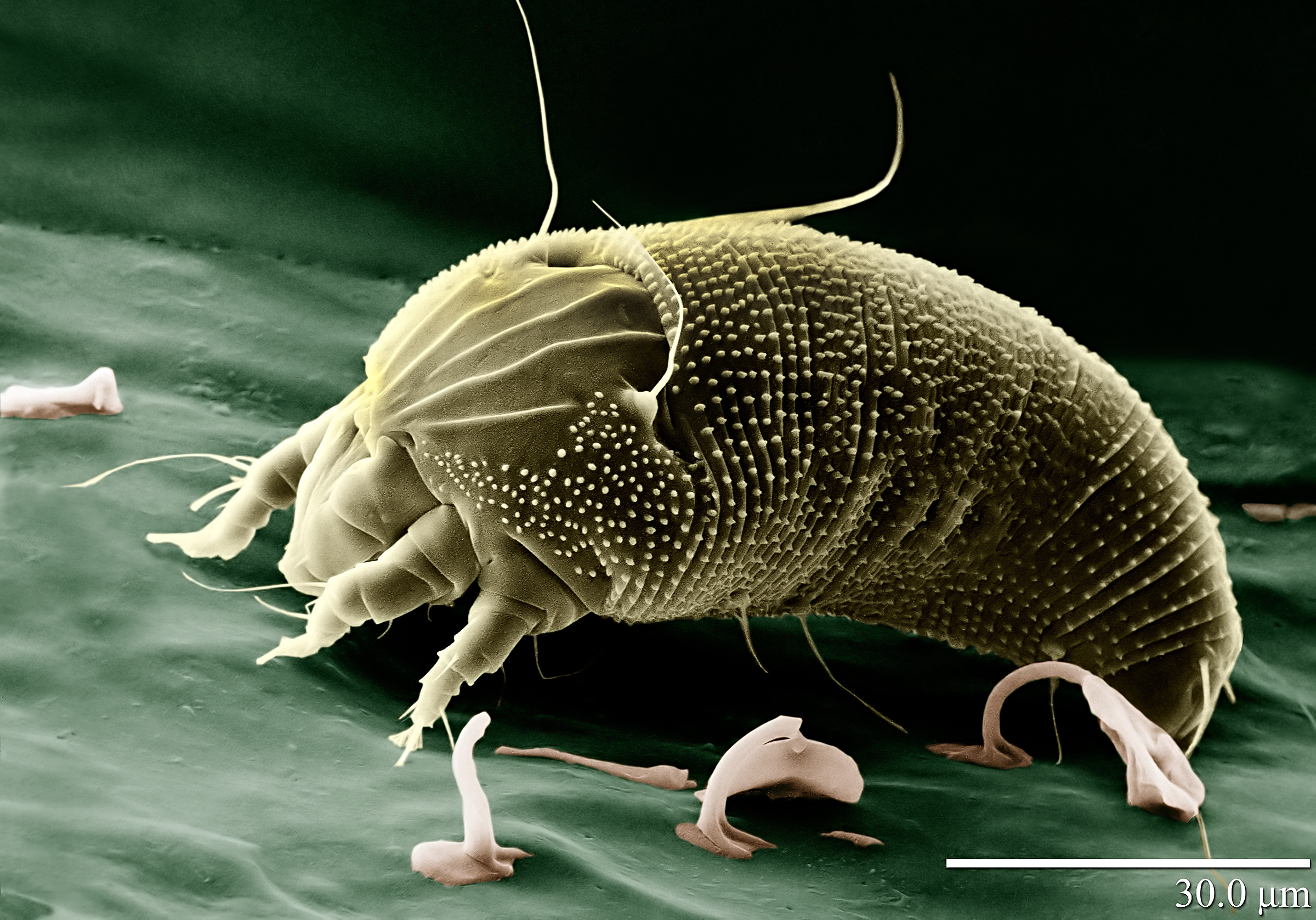
Milbe in mikroskopischer Aufnahme

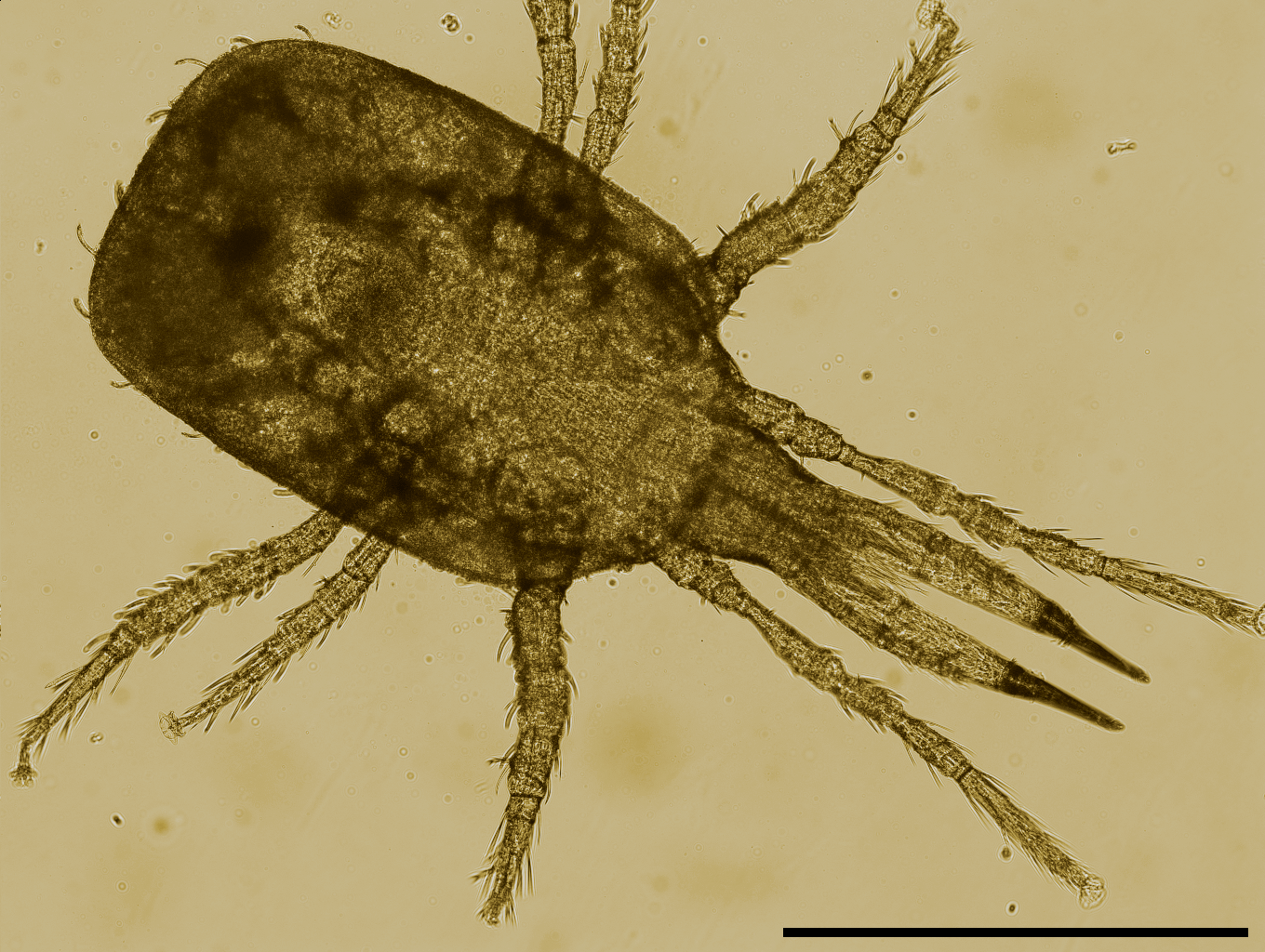
Milbe in DIC. Skala 0,5 mm.

### Schädlinge in der Landwirtschaft
Obwohl der größte Teil der Arten im Boden lebt und dort einen wesentlichen Beitrag zur Humusbildung leistet, werden einige Milbenarten dennoch als maßgebliche Landwirtschaftsschädlinge angesehen. Sie können als Vorratsschädlinge in Mehl- oder Getreidelagern auftreten. Die Mehlmilbe (Acarus siro) kann durch ihren Befall die Inhaltsstoffe verändern, außerdem wird sie häufig als ekelerregend wahrgenommen. Generell lassen sich Milben wegen ihrer Widerstandskraft gegenüber Pestiziden nur schwer bekämpfen. Darum setzt die Forschung neuerdings auf alternative Methoden. So wird versucht, die Zusammensetzung der Bakterien im Innern der Milben zu verändern und so ihre Widerstandskraft zu verringern.

### Milben als Krankheitsverursacher
Erkrankungen durch Milben werden als Acariose bezeichnet.
Durch die Ausscheidungen der Hausstaubmilben oder Milbenteile können beim Menschen Hausstauballergien ausgelöst werden, in deren Folge ein Großteil der Hausstaub-Allergiker nach einiger Zeit ohne Behandlung Asthma entwickelt. Die Aufnahme von durch Milben verunreinigter Nahrung (Mehlspeisen) kann zu schweren Symptomen bis zur Anaphylaxie führen.
Grabmilben bohren Gänge in die Haut ihres Wirts und legen dort ihre Eier ab. Das verursacht bei dem Betroffenen starken Juckreiz. Die aus den Eiern schlüpfenden Larven erzeugen beim Menschen das Krankheitsbild der Krätze, bei Tieren die Räude.
Haarbalgmilben (Gattung Demodex) leben in den Haarbälgen von Säugetieren. Demodex canis lebt in der Haut vieler Hunde, jedoch nur bei Hunden mit einer Schwächung des Immunsystems kommt es durch sie zu einer typischen Hauterkrankung. Demodex folliculorum ist bei allen Menschen als harmloser Bewohner der Haarfollikel und Hautbewohner anzutreffen, wo er sich vor allem von Fett, aber auch Bakterien ernährt. Vermutet, aber unbewiesen ist ein Zusammenhang mit Rosazea.
Federmilben parasitieren auf oder in den Federn der Vögel.
Verschiedene Arten von Laufmilben (Trombiculidae) können beim Menschen auch die Trombidiose (Erntekrätze) verursachen.
Bei Honigbienen rufen einige Milben wie z. B. die Varroamilbe Tierseuchen hervor (Varroose, Acarapidose, Tropilaelapsose).

### Milben als Krankheitsüberträger
Einige Milbenarten können durch ihren Biss Krankheiten übertragen wie Fleckfieber, Rickettsien-Pocken, Tularämie oder die St.-Louis-Enzephalitis.
Die Vertreter der Unterordnung Zecken können beim Blutsaugen gefährliche Krankheiten wie virale Hirnhautentzündung (FSME), Krim-Kongo-Fieber, Fleckfieber oder Borreliose übertragen.

### Bekämpfungsmittel
Akarizide werden zur Bekämpfung von Milben und Zecken verwendet.

## Nutzwirkung

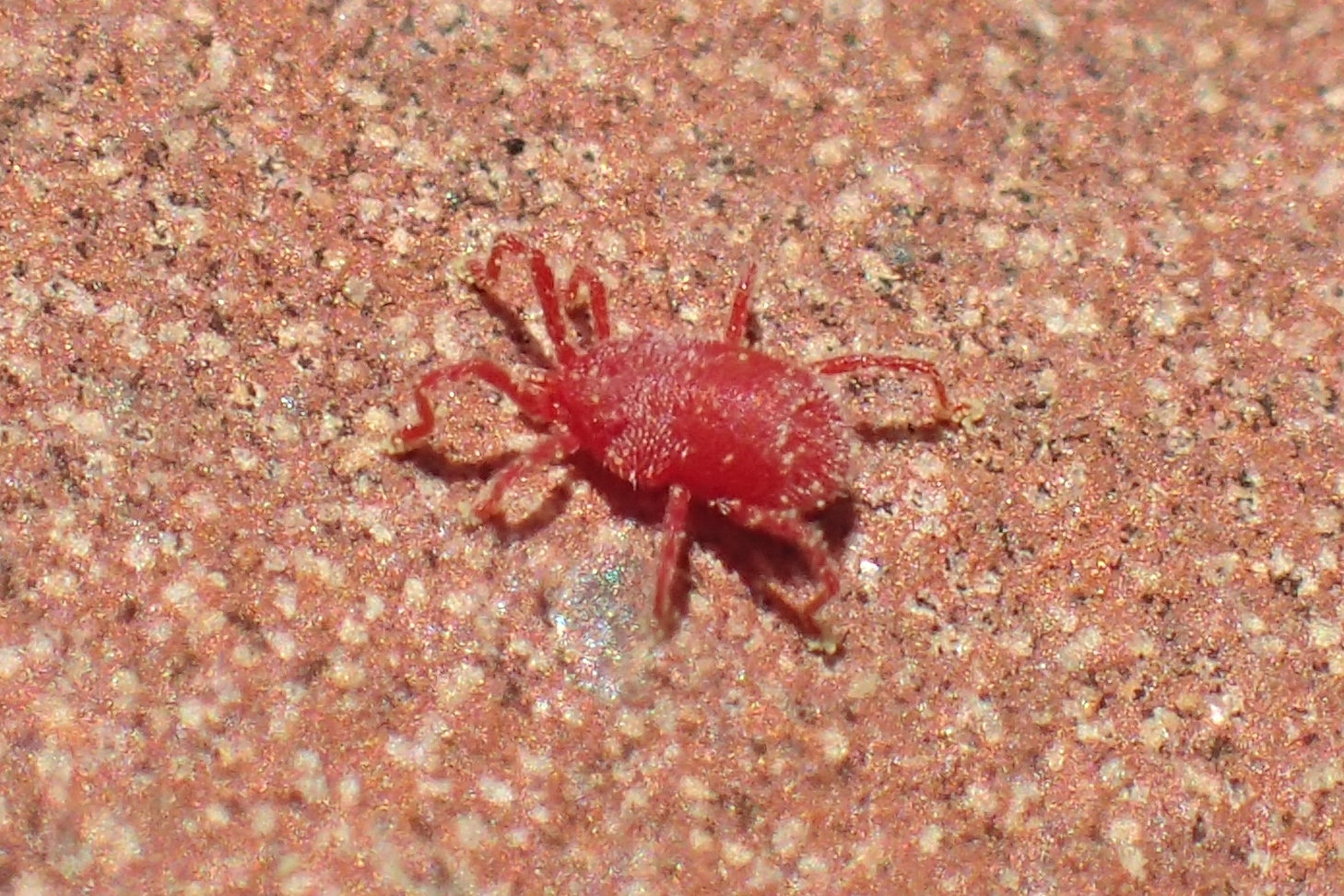
Rote Samtmilbe auf einem Ziegelstein inmitten eines italienischen Weinbaugebietes bei Imperia

Viele Raubmilben werden auch als Nützling eingestuft, da sie im Weinbau, in der Landwirtschaft und im Gartenbau Schädlinge bekämpfen. Zu diesem Zweck werden sie in Gewächshäusern unter kontrollierten Bedingungen gezüchtet.
Milben der Arten Tyrolichus casei (frühere Bezeichnung Tyroglyphus casei) und seltener auch Acarus siro (Mehlmilbe) werden als Nutztiere zur Herstellung von Milbenkäse (Mimolette) genutzt.

## Systematik
Siehe auch: Systematik der Milben
Die sechs Ordnungen der Milben werden in zwei Überordnungen zusammengefasst:
- Überordnung Acariformes
  - Sarcoptiformes
  - Trombidiformes
- Überordnung Parasitiformes
  - Mesostigmata
  - Holothyrida
  - Zecken (Ixodida)
  - Opilioacarida

## Arten (Auswahl)
- Alaskozetes antarcticus

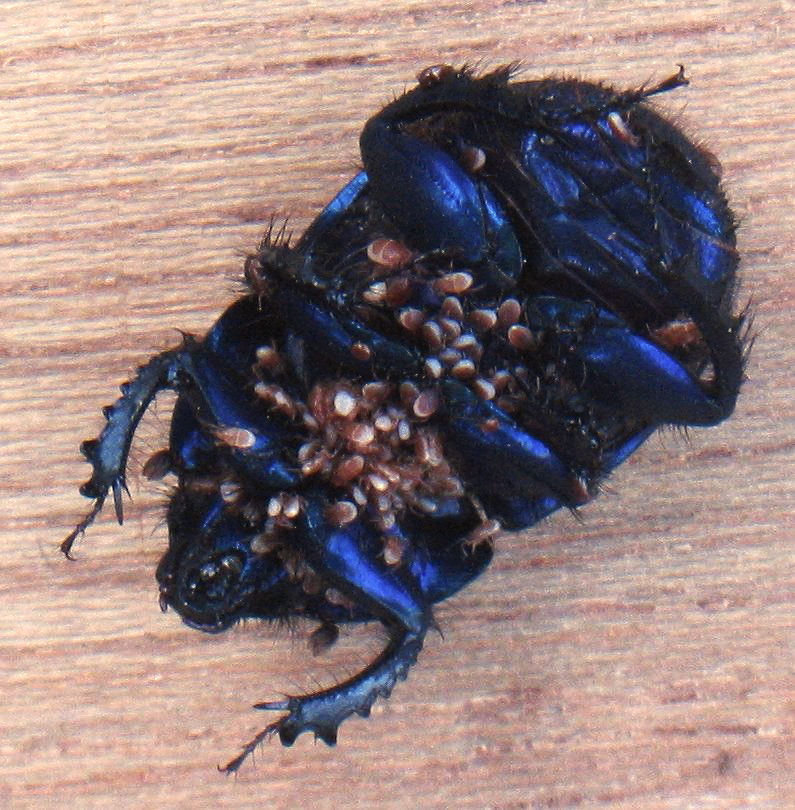
Milben als Transportparasiten auf einem Mistkäfer

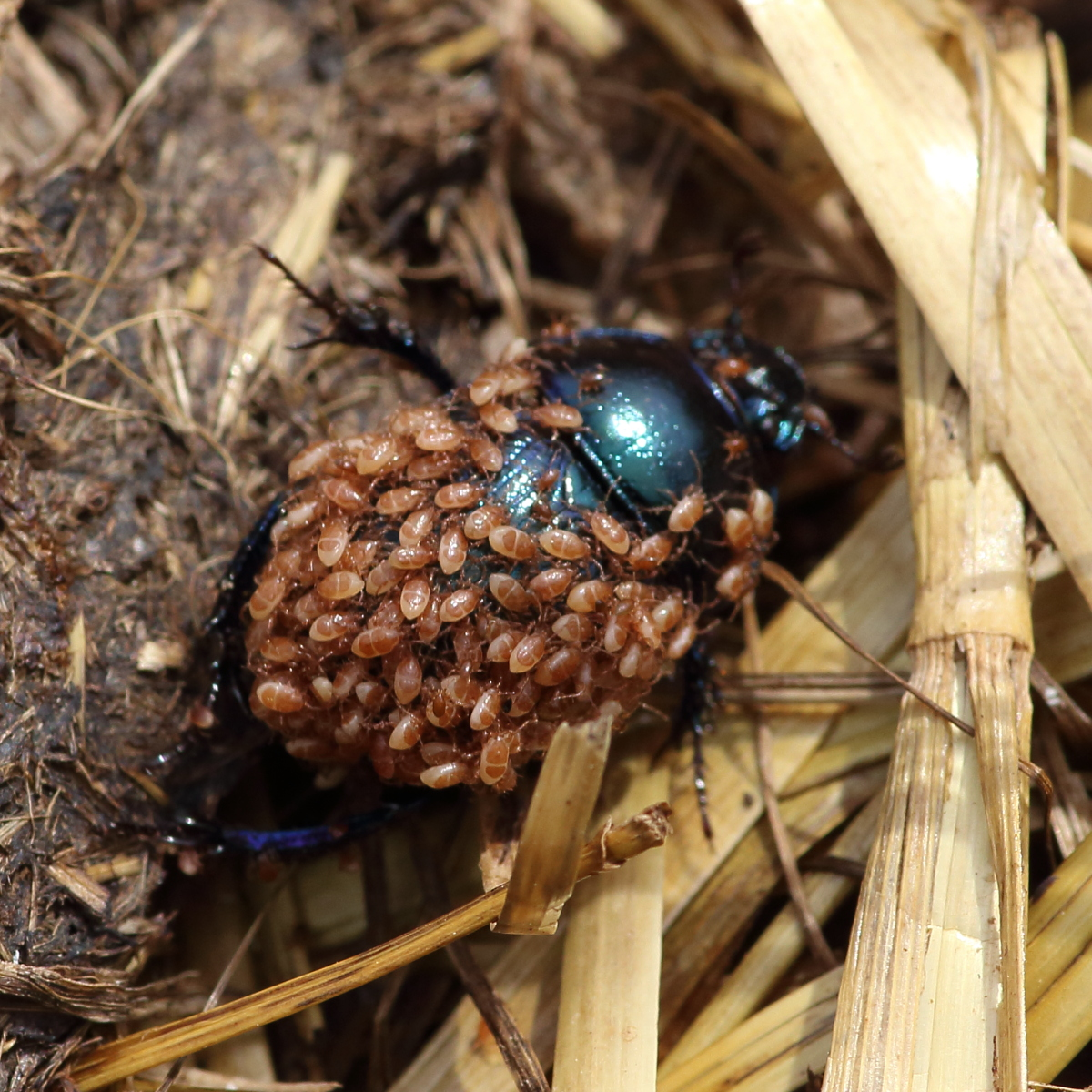
Milben, Extrem-Phoresie bei einem Mistkäfer

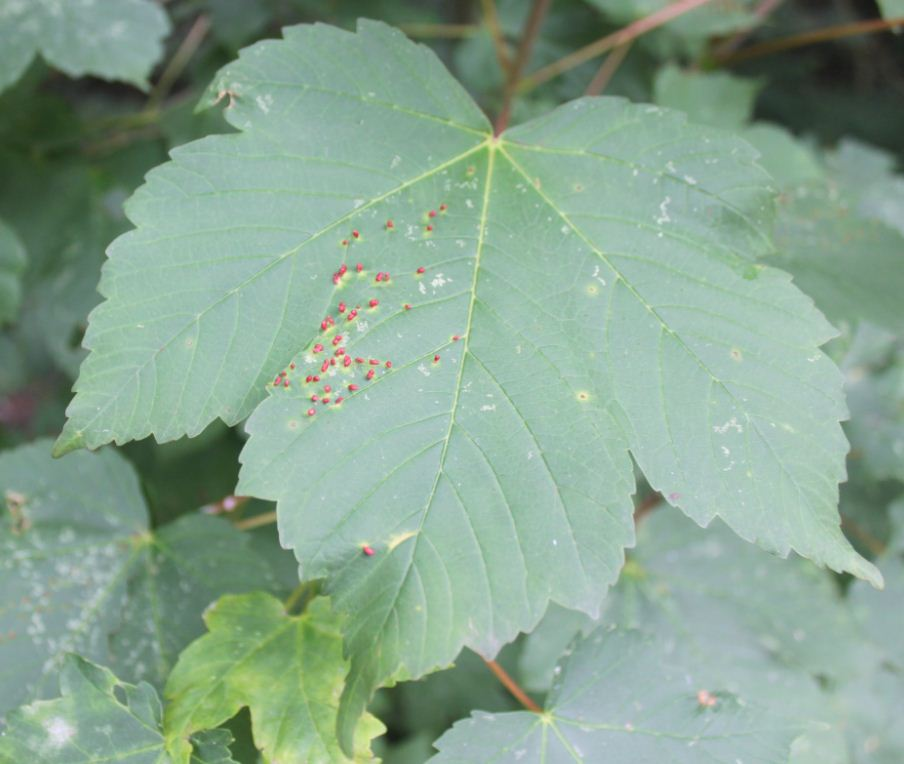
Hörnchengallmilbe auf einem Ahornblatt

- Gemeine Käfermilbe (Parasitus coleoptratorum)
- Grabmilben
- Haarbalgmilbe
- Hausstaubmilben
- Herbstmilbe oder Erntemilbe (Neotrombicula autumnalis)
- Histiostomatidae
- Hornmilbe (Archegozetes longisetosus)
- Ahorn-Gallmilbe oder Hörnchengallmilbe (Aceria macrorhyncha)
- Johannisbeergallmilbe oder Johannisbeerknospengallmilbe (Cecidophyopsis ribis)
- Käsemilbe (Tyrolichus casei)
- Lindengallmilbe
- Mehlmilbe
- Milzbrand-Milbe
- Muschelkrebsmilbe
- Parasitellus fucorum
- Rote Samtmilbe, Sammetmilbe (Trombidium holosericeum)
- Runenmilbe
- Spinnmilben, Rote Spinne (Metatetranychus ulmi)
- Wassermilbe (Hydrodroma spec.)
- Teichmilbe
- Tropische Rattenmilbe (Ornithonyssus bacoti)
- Varroamilbe
- Vogelmilben: Rote Vogelmilbe, Nordische Vogelmilbe
- Große Zwiebelschalenmilbe (Rhizoglyphus echinops)
- Kleine Zwiebelschalenmilbe (Tarsonemus laticeps)

## Fossile Belege
Milben sind in tertiärem Bernstein (u. a. Baltischer Bernstein, Dominikanischer Bernstein) nicht selten. Ältere Belege sind hingegen äußerst rar und fehlten bis vor Kurzem aus dem Mesozoikum völlig. Die Milbe Protacarus crani aus dem schottischen Devon gilt als das älteste Fossil dieses Taxons und zugleich als einziger Nachweis einer Milbe aus dem Paläozoikum. Im Jahr 2012 wurden zwei Exemplare in 230 Millionen Jahre altem triassischem Bernstein aus den italienischen Dolomiten entdeckt. Die beiden artverschiedenen, zu den Gallmilben (Eriophyidae) gehörenden Fossilien wurden von ihrem Entdecker David Grimaldi (American Museum of Natural History, New York) Triasacarus fedelei und Ampezzoa triassica genannt. Die fossilen Formen unterscheiden sich in der Regel nur geringfügig von ihren rezenten Verwandten, sodass Paläozoologen von einer früh stagnierenden Evolution der Milben ausgehen.